# 叶挺荃
叶挺荃（1918年9月9日—1948年5月2日），乳名阿通，字信芳，笔名叶未凋、听芳、胜荒等，福建霞浦人，中国共产党早期党员，因城工部事件罹难后于1956年被中华人民共和国追认为革命烈士。:64

## 生平
1930年就读于福建省立霞浦初级中学（今霞浦第一中学），1934年考入福州乌石山师范学校，毕业后承父业任教于霞浦。1945年辞教职前往福州寻求参加革命，1946年以正取文科第一名进入福建省立师范专科学校任教。:65-66
1947年2月加入中国共产党，10月成为闽东城工部宣传部长。后回到霞浦参加地下党工作，翌年2月调任寿宁特派员。4月转入屏南县山区参加游击战，城工部事件发生后，被枪决于屏南县岩后村东坑山:64-65。1956年城工部事件平反追为烈士，1967年遗骸迁回霞浦，葬于南峰山烈士陵园。:74

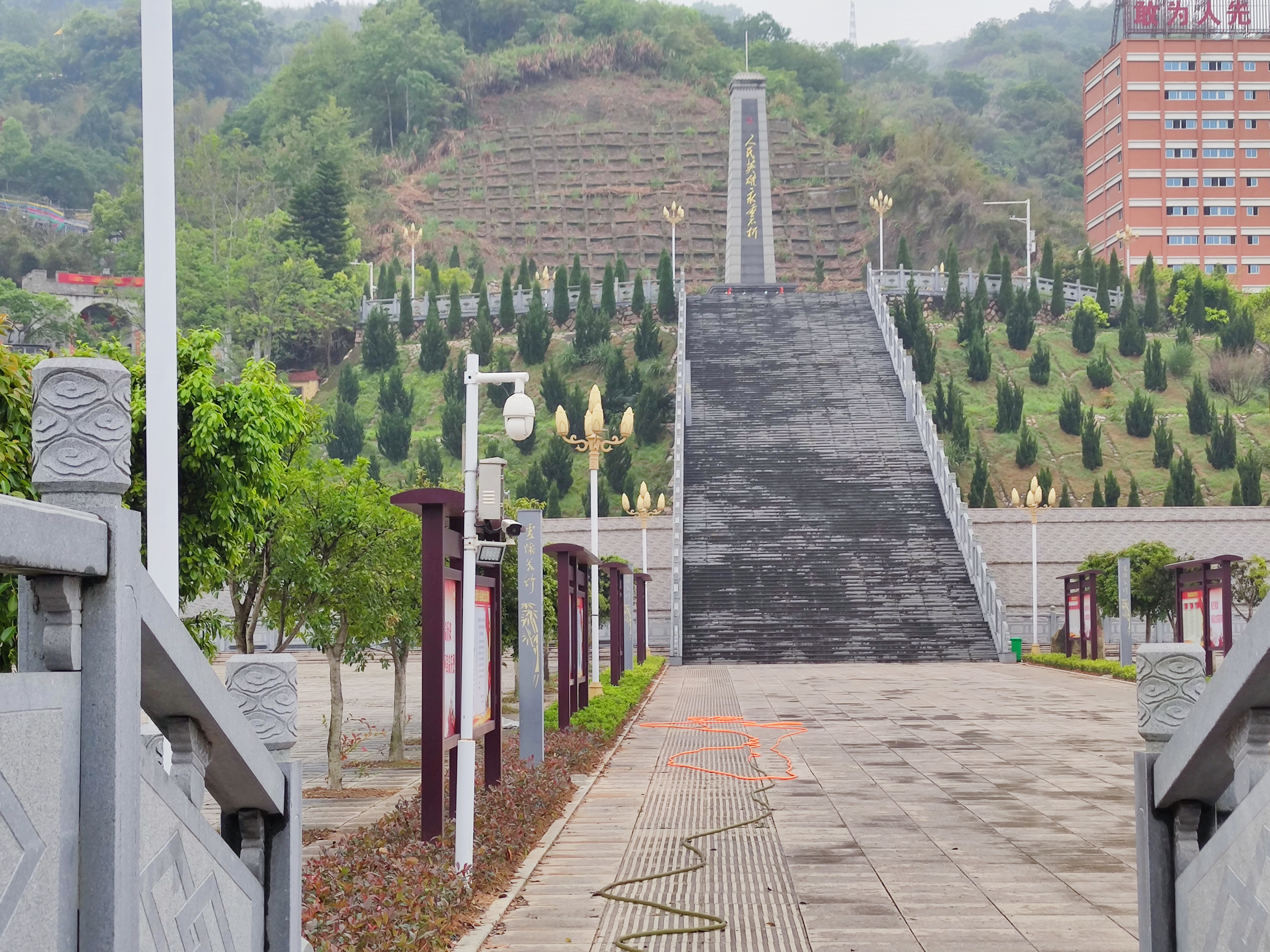
霞浦县南峰山烈士陵园，叶挺荃埋骨于此。

## 家庭
父亲是中华民国时期霞浦县立初级中学的教员、中华人民共和国成立后霞浦县首届人大代表及主席团成员叶嘉亨，叔父是霞浦县著名诗人叶嘉贞:84，妻子是张培菁。

## 轶事
- 1941年任长溪中心小学校长，某个周日时任县长刘子兆来校巡视，在不知道当天教师全体休息的情况下当众羞辱叶挺荃，叶挺荃遂辞职，在霞浦县立初级中学任教四年后即赴福州参加革命。[4]:26
- 在城工部事件发生，叶挺荃即将被枪毙之际，他将自己口袋里所有的钱掏出来说：“这是我最后一次党费。”[5][2]:74